# Gens Aebutia
La gens Aebutia (talvolta italianizzato in: gens Ebuzia) era una gens romana che fu di primo piano durante la nascita e i primi tempi della Repubblica. La gens era di origine patrizia, ma ha avuto anche dei rami plebei. Il primo membro della gens ad ottenere il consolato fu Tito Ebuzio Helva, console nel 499 a.C..

## Itria nominausati dalla gens
Durante il primo secolo della Repubblica, gli Ebuzii usarono i praenomina Titus, Lucius, Postumus e Marcus. In tempi più recenti, utilizzarono anche il nomen Publius. Gli Ebuzii patrizi usarono il cognomen Helva. Nessun Ebuzio patrizio ricoprì alcuna magistratura tra il 442 a.C. e il 176 a.C., quando Marco Ebuzio Helva ottenne la pretura. Carus fu un cognomen degli Ebuzii plebei. Più tardi la gens userà i cognomen Faustus, Liberalis e Pinnius.

## Membri illustri della gens
- Tito Ebuzio Helva (Titus Aebutius Helva): vissuto nel V secolo a.C., fu console nel 499 a.C.;
- Lucio Ebuzio Helva (Lucius Aebutius Helva): vissuto nel V secolo a.C., fu console nel 463 a.C.;
- Postumio Ebuzio Helva Cornicino (Postumus Aebutius Helva Cornicen): vissuto nel V secolo a.C., fu console nel 442 a.C.;
- Marco Ebuzio Helva (Marcus Aebutius Helva): vissuto nel V secolo a.C., fu nominato triumviro per la costituzione della colonia di Ardea;
- Tito Ebuzio Parro (Titus Aebutius Parrus): vissuto nel II secolo a.C., nel 183 a.C. è tra i fondatori di Modena e Parma, insieme a Marco Emilio Lepido e Lucio Quinto Crispino.
- Marco Ebuzio Helva (Marcus Aebutius Helva): vissuto nel II secolo a.C., fu pretore nel 168 a.C. ed ottenne come la provincia la Sicilia;
- Lucio Ebuzio Fausto (Lucius Aebutius Faustus): fu un liberto;
- Publio Ebuzio (Publius Aebutius): vissuto nel II secolo a.C.;
- Publio Ebuzio Pinnio (Publius Aebutius Pinnius): si trova sulle monete corinzie del 39 a.C. circa;
- Ebuzio Liberale (Aebutius Liberalis): destinatario di una lettera di Seneca.